# San Marino na Letnich Igrzyskach Olimpijskich 2004
Reprezentacja San Marino na Letnich Igrzyskach Olimpijskich 2004 w Atenach – pięciu sportowców (czterech mężczyzn i jedna kobieta). Wystartowali oni w trzech konkurencjach: lekkoatletyce, pływaniu oraz w strzelectwie.
Jest to dziesiąty start San Marino jako niepodległego państwa na letnich igrzyskach olimpijskich. Wcześniej startowali w 1960 w Rzymie, a następnie po ośmiu latach w Meksyku. Od tamtego czasu zawodnicy z San Marino startują nieprzerwanie.

## Reprezentanci

### Lekkoatletyka
Gian Nicola Berardi bieg na 100 metrów mężczyzn – odpadł w 1. rundzie, 7 miejsce w biegu eliminacyjnym.

### Strzelectwo
- Francesco Amici – odpadł w eliminacjach – 7 miejsce.
- Emanuela Felici – odpadła w eliminacjach – 6 miejsce.

### pływanie
- Diego Mularoni 200 metrów stylem dowolnym – odpadł w eliminacjach, 8 miejsce w wyścigu eliminacyjnym.
- Emanuele Nicolini 400 metrów stylem dowolnym – odpadł w eliminacjach, 3 miejsce w wyścigu eliminacyjnym.